# Perrine Delacour
Pour les articles homonymes, voir Delacour.
Perrine Delacour, née le 5 avril 1994 à Laon, est une golfeuse française évoluant sur le circuit américain (LPGA).

## Biographie

### Carrière amateure
Perrine Delacour gagne la médaille d'argent par équipe aux Jeux méditerranéens de 2009.
Elle remporte les internationaux de France amateurs (trophée Cécile de Rothschild) en 2011.

### Carrière professionnelle
Perrine Delacour devient professionnelle en 2013 et change d’entraîneur.
En 2019, elle est joueuse de l’année du Symetra Tour sur lequel elle remporte deux tournoi, Four Winds Invitational et le Prasco Charity Championship ce qui lui permet de passer sur le circuit américain  LPGA. Elle participe ainsi au Portland Classic et à l'US Open féminin de golf .
Elle se qualifie pour les Jeux Olympiques de 2020 avec Céline Boutier.
Début juillet 2024, le Comité national olympique et sportif français (CNOSF) annonce qu'elle est sélectionnée, en compagnie de Céline Boutier, pour former l'équipe de France olympique féminine de golf qui participera aux épreuves qui se dérouleront du 7 au 10 août 2024 sur le parcours du Golf national à Saint-Quentin-en-Yvelines.